# Очхомурі
Очхомурі (груз. ოჩხომური) — село в Грузії.
За даними перепису населення 2014 року в селі проживає 299 осіб.